# Liste der Biografien/Berw
Liste der Biografien |
Portal Biografien |
Personensuche
# |
A |
B |
C |
D |
E |
F |
G |
H |
I |
J |
K |
L |
M |
N |
O |
P |
Q |
R |
S |
T |
U |
V |
W |
X |
Y |
Z |
?
 
Ba |
Be |
Bd |
Bg |
Bh |
Bi |
Bj |
Bl |
Bm |
Bn |
Bo |
Br |
Bs |
Bu |
Bw |
By |
Bz
 
Bea–Beb |
Bec |
Bed |
Bee |
Bef |
Beg |
Beh |
Bei |
Bej |
Bek |
Bel |
Bem |
Ben |
Beo |
Bep |
Beq |
Ber |
Bes |
Bet |
Beu |
Bev |
Bew |
Bex |
Bey |
Bez
 
Bera |
Berb |
Berc |
Berd |
Bere |
Berf |
Berg |
Berh |
Beri |
Berj |
Berk |
Berl |
Berm |
Bern |
Bero |
Berq |
Berr |
Bers |
Bert |
Beru |
Berv |
Berw |
Berx |
Bery |
Berz
Die Liste der Biografien führt alle Personen auf, die in der deutschsprachigen Wikipedia einen Artikel haben. Dieses ist eine Teilliste mit 31 Einträgen von Personen, deren Namen mit den Buchstaben „Berw“ beginnt.

## Berw

### Berwa
- Berwald, Astrid (1886–1982), schwedische Pianistin und Musikpädagogin
- Berwald, Christian August (1798–1869), schwedischer Geiger und Musikpädagoge
- Berwald, Christian Friedrich Georg († 1825), schwedischer Geiger und Musikpädagoge
- Berwald, Christina Sophia, deutsche Sängerin
- Berwald, Franz (1796–1868), schwedischer Komponist und ViolinistFranz Berwald (1796–1868)

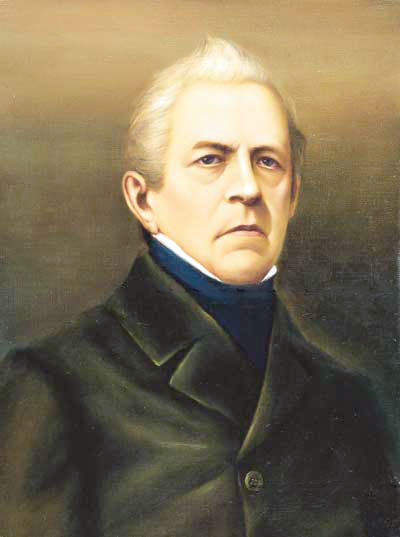
Franz Berwald (1796–1868)

- Berwald, Georg Johann Abraham (1758–1825), deutscher Fagottist und Geiger
- Berwald, Hjalmar (1848–1930), schwedischer Pianist, Komponist, Mathematiker und Ingenieur
- Berwald, Hugo (1863–1937), deutscher Bildhauer
- Berwald, Johan Fredrik (1787–1861), schwedischer Komponist
- Berwald, Johann Friedrich (1711–1789), deutscher Musiker (Querflötist)
- Berwald, Johann Gottfried (* 1737), deutscher Geiger und Komponist
- Berwald, Julie (1822–1877), schwedische Opernsängerin
- Berwald, Ludwig (1883–1942), österreichischer Mathematiker böhmischer Herkunft
- Berwald, William Henry (1864–1948), deutsch-amerikanischer Musikpädagoge, Dirigent und Komponist
- Berwanger, Jay (1914–2002), US-amerikanischer American-Football-Spieler
- Berwanger, Markus (* 1963), deutscher Eishockeytrainer und ehemaliger -spieler
- Berwanger, Nikolaus (1935–1989), deutscher Schriftsteller und Journalist
- Berwari, Nesrin (* 1967), kurdische Politikerin im Irak
- Berwart, Blasius (1530–1589), deutscher Baumeister

### Berwe
- Berweger, Raphael (* 1988), Schweizer Unihockeyspieler
- Berwein, Monika (* 1957), deutsche Skirennläuferin
- Berwein, Saskia (* 1981), deutsche Schriftstellerin
- Berwerth, Friedrich Martin (1850–1918), österreichischer Mineraloge

### Berwi
- Berwi, Wassili Wassiljewitsch (1829–1918), russischer Ökonom
- Berwick, Laura, Managerin und Filmproduzentin
- Berwick, Sebastian (* 1999), australischer Radrennfahrer
- Berwick, William Edward Hodgson (1888–1944), britischer Mathematiker
- Berwind, Edward Julius (1848–1936), US-amerikanischer Unternehmer
- Berwing, Ines (* 1984), deutsche Drehbuchautorin
- Berwińska, Krystyna (1919–2016), polnische Schriftstellerin und Übersetzerin
- Berwiński, Ryszard Wincenty (1817–1879), polnischer Dichter